# Flughafen Bismarck (North Dakota)

i7
i11
i13
Der Bismarck Municipal Airport (IATA-Code: BIS, ICAO-Code: KBIS) ist ein öffentlicher Flughafen, 5 km südöstlich von Bismarck im Burleigh County, North Dakota in den Vereinigten Staaten.

## Flughafendaten
Er hat zwei Asphaltpisten: eine mit 2680 m Länge und 46 m Breite und eine mit 2012 m Länge und 30 m Breite. Die Fläche des Flughafens beträgt 981 ha. Die Seehöhe beträgt 506 m. Im Jahr 2005 wurde ein 70.000 sqarefoot (6506 m²) großes Passagierterminal eröffnet.

## Geschichte
Der erste Flugbetrieb in Bismarck begann im Juni 1931, als Northwest Airlines ihren Erstflug mit der von Stinson Aircraft gebauten Stinson Detroiter durchführte. Nach der Detroiter wurden folgende Flugzeugtypen eingesetzt: Hamilton H-47 Metalplane, Lockheed 10 A, Lockheed 14 H, Douglas DC-3, Martin 2-0-2, Douglas DC-4 und Douglas DC-6, Lockheed Electra, Boeing 727 und Douglas DC-9.
Der Flughafen wurde im Dezember 1937 eröffnet. Im selben Jahr startete Hanford Airlines die Routen Kansas City (Fairfax) – Bismarck – Seattle und Bismarck – Huron. Mid-Continent Airlines flog mit Lockheed Modell 12 nach Tulsa, Oklahoma. Dieser Dienst wurde während des Zweiten Weltkriegs eingestellt und 1946 wieder aufgenommen. Im Jahr 1952 kaufte Braniff Airlines Mid-Continent Airlines und bediente dieses Gebiet mit Douglas DC-3.
Das 7th Ferry Command  des U.S. Army Air Corps nutzte den Flughafen von 1943 bis 1946. Das Gelände, auf dem sich heute das Hauptterminal befindet, war früher Teil von Fort Lincoln. Es wurde 1946 der Stadt für Flughafenzwecke übergeben.
Frontier Airlines (1950) flog ab 1955 mit Douglas DC-3 nach Billings, Montana. Ab 1960 kam die Strecke Casper, Wyoming – Lincoln hinzu, auf der Bismarck Zwischenstopp war und 1962 mit Convair CV-580 von Williston, North Dakota; über Bismarck nach Denver, Colorado und weiter nach Farmington, New Mexico. Ab dem Jahr 1967 gab es die Verbindung von Bismarck nach Havre, Montana und ab 1968 nonstop nach Denver.

### Routen von 1975 bis 2005
(Fluggesellschaft – Flugzeugtyp(en) – Ziel(e))

1975
- Frontier Airlines (1950) – Boeing 737-200 – Denver Rapid City, South Dakota; Winnipeg, Manitoba, Kanada
- North Central Airlines – Convair CV-580 – Aberdeen,  South Dakota; Minot, North Dakota
- Northwest Airlines – Boeing 727-100, Boeing 727-200 – Billings, Montana; Fargo, North Dakota; Jamestown, North Dakota, Minneapolis/Saint Paul, Minnesota

1979–1981
- Air Wisconsin Swearingen Metro Jamestown
- Frontier Airlines (1950)  – Boeing 737-200, de Havilland Canada DHC-6 Twin Otter – Denver, Minot, Rapid City, South Dakota; Williston, Winnipeg
- Northwest Orient Airlines – Boeing 727-200 – Billings, Montana; Fargo, Minneapolis/Saint Paul
- Republic Airlines (1979–1986) – Convair CV-580, McDonnell Douglas DC-9-50 –  Aberdeen, Devils Lake, North Dakota; Fargo, North Dakota; Minot, North Dakota
- Big Sky Airlines – Handley Page Jetstream, Swearingen Metroliner – Devil’s Lake, Dickinson, Williston
- Frontier Airlines (1950) – Boeing 737-200 – Denver, Minot, Rapid City

1985
- Big Sky Airlines Swearingen Metroliner Williston
- Frontier Airlines (1950) –  Boeing 737-200 – Denver, Rapid City, Winnipeg
- Northwest Airlines – Beechcraft Model 99, Piper  – Aberdeen, Fargo, Grand Forks, North Dakota
- Northwest Orient Airlines – Boeing 727-100, Boeing 727-200 – Fargo, Minneapolis/Saint Paul
- Republic Airlines (1979–1986) – McDonnell Douglas DC-9-30 – Minneapolis/Saint Paul, Minot
- Western Airlines – Boeing 727-200 – Casper, Rapid City

1989
- Continental Airlines – McDonnell Douglas MD-80 – Denver, Minot
- Delta Air Lines – Boeing 737-200 – Salt Lake City, Utah; Sioux Falls, South Dakota
- Northwest Airlines – Boeing 727-200, McDonnell Douglas DC-9-30  – Minneapolis/Saint Paul, Minot

1991
- Airvantage – Swearingen Metroliner – Fargo, Minot
- Big Sky Airlines – Swearingen Metroliner – Williston
- Continental Airlines  – Boeing 737-300 – Denver, Minot
- Delta Air Lines Boeing – 737-200 – Salt Lake City, Sioux Falls
- Northwest Airlines McDonnell Douglas DC-9-30   Minneapolis/Saint Paul

1995
- Airvantage – Swearingen Metroliner – Fargo, Minot
- Frontier Airlines (1950) – Boeing 737-200 – Denver, Fargo
- Northwest Airlines – Boeing 727-200, McDonnell Douglas DC-9-30 – Minneapolis/Saint Paul, Minot
- United Express (durchgeführt von Great Lakes Airlines) – Beechcraft 1900 – Denver, Fargo, Grand Forks, Minneapolis/Saint Paul, Minot

1999
- Big Sky Airlines –  Swearingen Metroliner – Sidney, Montana
- Northwest Airlines – McDonnell Douglas DC-9-30 –  Minneapolis/Saint Paul
- Northwest Airlink – Saab SF340 – Minneapolis/Saint Paul
- United Express (durchgeführt von Great Lakes Airlines) –  Beechcraft 1900 – Denver

2001
- Big Sky Airlines – Swearingen Metroliner – Sidney
- Northwest Airlines – McDonnell Douglas DC-9-30/40/50 – Minneapolis/Saint Paul
- Northwest Airlink – Saab SF340 – Minneapolis/Saint Paul
- United Express (durchgeführt von Air Wisconsin) – Dornier 328 – Denver

2005
- Allegiant Air – McDonnell Douglas MD-80 – Las Vegas
- Big Sky Airlines – Swearingen Metroliner – Williston
- Northwest Airlines – Airbus A319, McDonnell Douglas DC-9-30 Minneapolis/Saint Paul
- Northwest Airlink – Bombardier CRJ200/Bombardier CRJ 440 – Minneapolis/Saint Paul
- United Express (durchgeführt von SkyWest Airlines) – Bombardier CRJ200 – Denver

nach 2005
- Allegiant Air flog 2008 nach Mesa, Arizona und im Jahr 2013 zum Orlando Sanford International Airport, Florida,
- Delta Air Lines flog nach ab 2009 nach Minneapolis/Saint Paul und Frontier Airlines nach Denver.
- American Airlines startete 2014 eine Verbindung nach Dallas/Fort Worth, Texas.[22]

## Flugbetrieb
Im Jahre 2022 wurden 242.918 Passagiere befördert. Im Jahr 2021 fanden 32.634 Flugbewegungen statt, davon 5.115 lokale Bewegungen, 13.627 Zwischenlandungen, 8.111 Air-Taxi-Flüge, 3.851 Frachtflüge und 1.930 militärische Flüge statt. Im Jahr 2021 waren hier 55 einmotorige, 20 zweimotorige Flugzeuge, 13 Jetflugzeuge, 2 Hubschrauber und 15 militärische Flugzeuge stationiert.
Die wichtigsten Fluggesellschaften für den Flughafen sind Allegiant Air, American Airlines, Delta Air Lines, Frontier Airlines und United Airlines.